# Känn ingen sorg
Känn ingen sorg är en svensk långfilm som hade biopremiär 19 juli 2013. Filmen är baserad på Håkan Hellströms låtar. Manuset skrevs av Cilla Jackert och filmen regisserades av Måns Mårlind och Björn Stein. Huvudrollen spelas av Adam Lundgren, och i andra roller syns bland annat Tomas von Brömssen, Gunilla Nyroos och Josefin Neldén. Håkan Hellström själv gör en cameoroll som gatumusiker, även Freddie Wadling och Ebbot Lundberg gör cameoroller, som alkoholister.
Filmens titel är baserad på Hellströms debutsingel "Känn ingen sorg för mig Göteborg", på albumet med samma namn.
Filmen vann även två guldbaggar för bästa klipp och ljud/ljuddesign.

## Handling
Påls största dröm är att hålla på med musik. Det vet barndomsvännerna Lena och Johnny, det vet också farfar Rolle även om han helst av allt skulle se att Pål skaffade sig ett redigt jobb. När Eva dyker upp i sommarnatten och fångar Påls uppmärksamhet upptäcker hon att han delar hennes dröm. Problemet är att det enda som står mellan Pål och drömmen är hans egna tvångstankar som gång efter en annan får honom att spåra ur precis när som mest står på spel.

## Rollista
- Adam Lundgren – Pål
- Disa Östrand – Eva
- Josefin Neldén – Lena
- Jonathan Andersson – Johnny
- Tomas von Brömssen – Farfar Rolle
- Marie Richardson – Lisbeth "Lärkan" Lindén
- Reine Brynolfsson – Bosse
- Gunilla Nyroos – Hopp
- Åsa Gustavsson – fröken
- Ivar Tengnér – Pål som liten
- Tilde Vallbo – Lena som liten
- Leon Andreasson – Johnny som liten
- Joakim Engberg – Lenas tränare
- Robert Jitzmark – kypare
- Leif "Loket" Olsson – räkrösten
- Finn Storgaard – kypare Köpenhamn
- Tove Wiréen – scoutkvinna på tåget
- Casper Salenfalk – scoutpojke på tåget
- Wilma Ohlin – smugglartjej på tåget
- Lars Erlandsson – auktionerare på fiskeauktion
- Kim Lantz – Denis
- Gregers F. Dohn – dansk langare
- Freddie Wadling – A-lagare
- Ebbot Lundberg – A-lagare
- Håkan Hellström – Gatumusikant
- Linn Wennergren – MMA-motståndare
- Daniel Larsson – Isse
- Eric Ericson – Präst

Utöver dessa skådespelare deltog också följande musikgrupper:
- Riddarna – Edward Forslund, Erik Dahlström, Patrik Jakubowski
- Evas band – Ram di dam (Hugo Welther, Tobias Sandström och Mathias Ek), Ida Jensen
- Simone Moreno & Los Lourinhos – Simone Moreno, Anders von Hofsten, Jerker Eklund, Per Ekdahl, Daniel Bangert, Valter Kinbom, Micke Nilsson
- Påls band – Olle Björk, Daniel Johansson, Staffan Björk, Jack Nilsson, Edward Forslund, Per Stålberg, Victor Furbacken, Nils Dahl

## Mottagande
Filmen fick överväldigande positiva recensioner från svenska kritiker:
- Aftonbladet:"Slår det mesta som skådats i svensk film" [5]
- Expressen:"Hellström visste vad han gjorde" [6]
- MovieZine:"Musikalisk mumsbit" [7]

Under premiärhelgen sågs Känn ingen sorg av 27 766 svenskar på bio, vilket tog upp filmen på Biotoppens andraplats. Veckan därefter hade den sjunkit ner till sjätte plats. Totalt sågs av 217 050 biobesökare i Sverige 2013 och blev därmed den sjunde mest sedda svenska filmen i Sverige det året.

## Utmärkelser

### Guldbaggen 2014
Till Guldbaggegalan 2014 nominerades Känn ingen sorg till nio Guldbaggar, varav vilka den vann i kategorierna Bästa klipp och Bästa ljud/ljuddesign.:
| År   | Kategori               | Mottagare                                      | Resultat  |
| ---- | ---------------------- | ---------------------------------------------- | --------- |
| 2014 | Bästa film             | Malcolm Lidbeck och David Olsson (producenter) | Nominerad |
| 2014 | Bästa regi             | Björn Stein och Måns Mårlind                   | Nominerad |
| 2014 | Bästa kvinnliga biroll | Josefin Neldén, i rollen som Lena              | Nominerad |
| 2014 | Bästa manuskript       | Cilla Jackert                                  | Nominerad |
| 2014 | Bästa ljud/ljuddesign  | Mattias Eklund                                 | Vann      |
| 2014 | Bästa foto             | Erik Sohlström                                 | Nominerad |
| 2014 | Bästa kostym           | Ulrika Sjölin                                  | Nominerad |
| 2014 | Bästa scenografi       | Wilda Wiholm                                   | Nominerad |
| 2014 | Bästa klipp            | Håkan Wärn                                     | Vann      |

### MovieZine Awards 2013
Filmsidan MovieZine gjorde vid slutet av 2013 en omröstning där läsarna fick rösta fram vinnare inom olika kategorier med ämnet Filmåret 2013, där "Känn ingen sorg" vann i kategorin Bästa svenska film, med 49% av de 2555 röster som skickades in. Adam Lundgren vann även i omröstningen inom kategorin Bästa genombrott för sin roll som Pål i filmen.